# Castelnuovo del Garda
Castelnuovo del Garda – miejscowość i gmina we Włoszech, w regionie Wenecja Euganejska, w prowincji Werona.
Według danych na rok 2004 gminę zamieszkiwało 8612 osób, 253,3 os./km².